# Sed de venganza
A Sed de venganza egy 2024 és 2025 között vetített amerikai telenovella, amit a Telemundo készített. Főszereplői: Isabella Castillo, Danilo Carrera és Alexa Martín.

## Főszereplők
| Színész                | Szereplő                              | Magyar hang |
| ---------------------- | ------------------------------------- | ----------- |
| Isabella Castillo      | Fernanda Ríos / Regina Castaño        |             |
| Danilo Carrera         | Francisco Ramírez / Emilio Montenegro |             |
| Alexa Martín           | Elisa del Pino                        |             |
| Carlos Torres          | Gabriel del Pino                      |             |
| Sebastián Carvajal     | Marcelo Echeverri                     |             |
| Diego Olivera          | Eugenio Beltrán                       |             |
| Daniela Martínez       | Mónica Rodríguez                      |             |
| Roberto Romano         | Alonso del Pino                       |             |
| Fefi Oliveira          | Brenda Ferrero                        |             |
| Rodolfo Salas          | Roberto León                          |             |
| María José Camacho     | Ana del Pino                          |             |
| Javier Ponce           | Sebastián del Pino                    |             |
| Sandra Itzel           | Patricia Flores                       |             |
| Humberto Búa           | Fermín Pérez                          |             |
| Roberta Burns          | Tania Villanueva                      |             |
| María Laura Quintero   | Erika Flores                          |             |
| Claudia Coira          | Claudia Flores                        |             |
| María Eugenia Arboleda | Mirna Guerrero                        |             |
| Saúl Lisazo            | Alfredo del Pino                      |             |

| Évad | Évad | Epizódok száma | Eredeti sugárzás  | Eredeti sugárzás | Eredeti sugárzás | Magyar sugárzás | Magyar sugárzás | Magyar sugárzás |
| Évad | Évad | Epizódok száma | Évadpremier       | Évadfinálé       | Eredeti adó      | Évadpremier     | Évadfinálé      | Magyar adó      |
| ---- | ---- | -------------- | ----------------- | ---------------- | ---------------- | --------------- | --------------- | --------------- |
|      | 1.   | 83             | 2024. október 15. | 2025. március 6. |                  |                 |                 |                 |

## Külső hivatkozások
- Sed de venganza az Internet Movie Database oldalon (angolul)